# Волинський говір

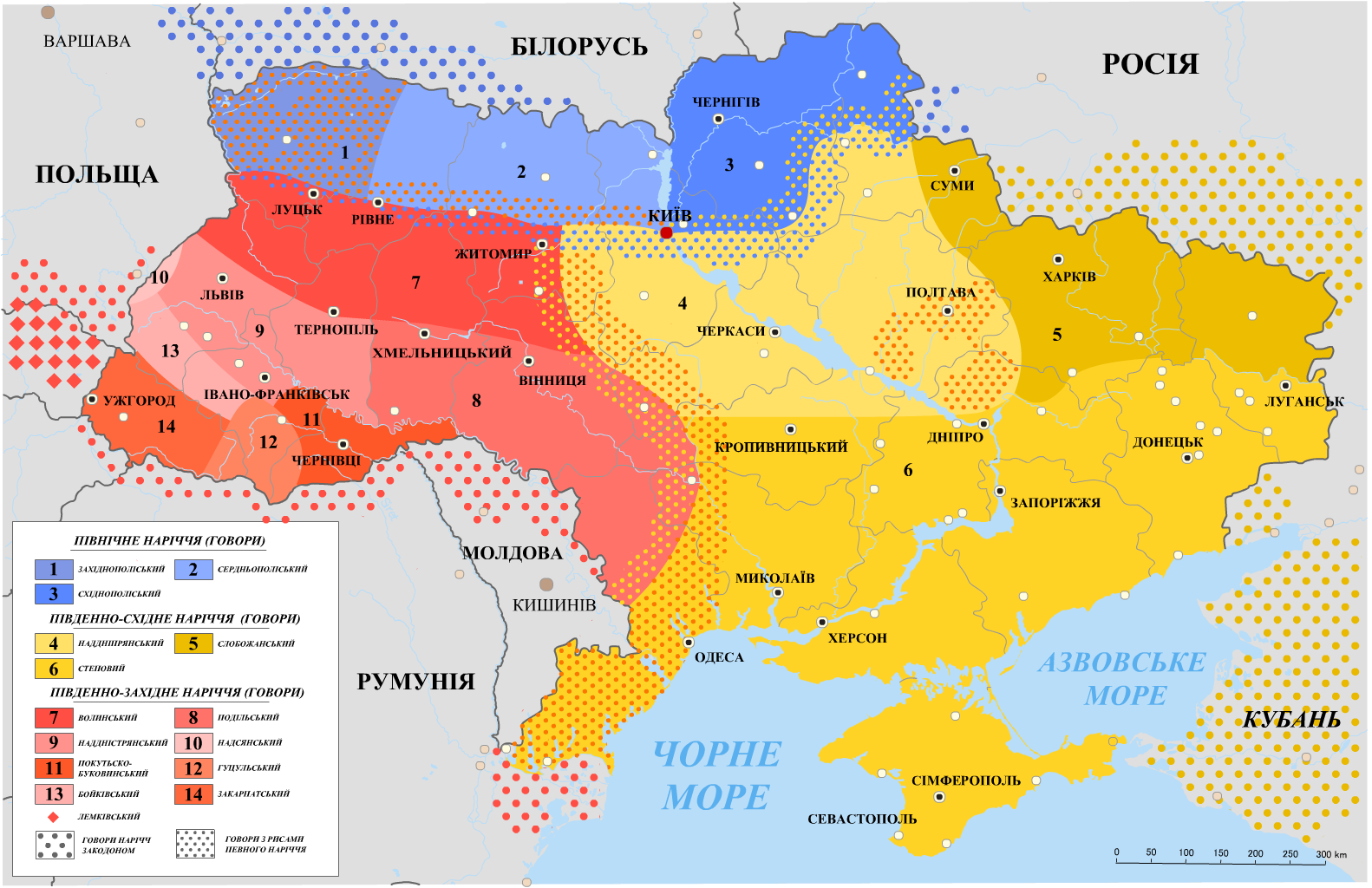
Карта українських наріч і говорів (2005).
Волинський говір (7)

Волинський говір — діалект української мови, що належить до волинсько-подільської групи говорів південно-західного наріччя.

## Географія
Волинський говір поширюється на територію південних районів Волинської, Рівненської, Житомирської та північних районів Львівської, Тернопільської, Хмельницької і Вінницької областей. На півночі він межує з середньополіським і західнополіським говорами північного наріччя, на сході — із середньонаддніпрянським говором південно-східного наріччя. На заході межею волинського діалекту на сучасному етапі є державний кордон з Польщею, хоч окремі українські волинські говірки зберігаються й за кордоном. На півдні волинський діалект межує з наддністрянським і подільським говорами.
Північна межа с західнополіським та середньополіським говорами простягається умовною лінією: Володава — Володимир — на північ від Луцька — Рівне — на північ від Звягеля — Житомир.
Південна межа волинського говору проходить приблизно по лінії: Белз — Великі Мости — Буськ — Золочів — Збараж — Красилів — Хмільник — Калинівка — Тетіїв.

### Межі з наддністрянським говором
Волинський говір від наддністрянського по лінії Белз — Великі Мости — Буськ — Золочів — Збараж до Збруча відмежовується рисами:
- голосні звуки на місці давнього е в іменнику мед: мед — мід;[1]
- голосні звуки на місці давнього носового ę після приголосного р: запряжу — запріжу і запрєжу;[2]
- голосні звуки на місці давнього носового ę після губних приголосних: пам'ять і памнять — памніть;
- початкові приголосні звуки в дієслові мандрувати: мандрувати — вандрувати;
- початкові приголосні в іменнику квасоля: пасоля і квасоля — фасолі;
- звукова будова іменника ложка: ложка — лишка;
- звукова будова іменника війт: війт і вуйт — віт;
- звукова будова прикметника різний: різний — ріжний;
- приставні приголосні перед о: горати, горіх — ворати, воріх;
- твердість і м'якість приголосного л в іменнику мельник: мелник — мельник;
- м'якість і твердість приголосного ц в іменнику нецьки: нецьки — нецки;
- форма орудного відмінка однини іменників І відміни м'якої групи: долонею і долоньою — долонев, долонем і долоньом;
- форма місцевого відмінка іменників І відміни м'якої групи: у землі, на ріллі — у земли, на ріли;
- форма родового відмінка однини іменників III відміни: солі, злості — соли, злости;
- форма давального відмінка однини іменників II відміни м'якої групи: коневі, женцеві — коневи, женцеви;
- форма місцевого відмінка однини іменників II відміни з основою на -ц: у кінці, вінці — у кінци, вінци;
- форма давального відмінка однини іменників IV відміни з суфіксами -ат-, -ят-: лошаті, теляті — лошету, телєту і лошєтови, телєтови;
- форма орудного відмінка однини іменників IV відміни з суфіксами -ат-, -ят-: лошам, телям — лошетом, телєтом;
- форма називного відмінка числівника дев'яносто: дев'яносто і девиносто — дев'ядесєт і девідесєт;
- форма 2-ї особи однини теперішнього часу дієслів дати, їсти: даси, їси і дасиш, їсиш — дась, їсь і даш, їш;
- варіанти сполучників що, щоб: шо — же і шо; шоб і шоби — жеб, жеби і шоб, шоби;
- варіанти частки ся: ся — сі, си, се;
- уживання словосполучень: після обіду, війни і по обіді, війні — по обіді, війні;
- уживання словосполучень типу взяти ножа: взяв ножа — взєв ніж;
- уживання слів на позначення:
  - горища: гора — стрих;
  - шматка: кусок — кавалок і кавальчик[3];
  - курчати: курча — курі, курітко[4];
  - дятла: дятел — довбач[5];
  - дядька: дядько — вуйко[6];
  - яблука: яблуко — япко;
  - берегти: берегти — пильнувати[7];
  - навстіж: навстіж і навстежень — нардствір.

## Ізоглоси явищ
Загалом, по цій лінії (з деякими уточненнями) межу між волинським і наддністрянським діалектами визначили їх дослідники Г. Ф. Шило і К. Дейна. Приблизно по цій межі за «Атласом української мови» проходять ізоглоси явищ (при протиставленні першими наводяться риси волинського, другими — подільського і наддністрянського говорів):
- голосні о — е після шиплячих приголосних. Наприклад: шо́стий — ше́стий.
- звукова будова іменника:
  - ковбаня: ковбаня і кобаня — калабаня
  - криниця: криниця — кирниця

## Членування говору

### Тернопільська область
Говірки Тернопільщини, що належать до волинського діалекту, у сфері фонетики мають такі специфічні риси:
- твердість звука р (але без й після нього): бура, порадок, зора або при відмінюванні Ігора, Лікара, Токара.
- перед голосними звуками часто виникає приставний звук г: гінший, голива.

Особливості на морфологічному рівні проявляються у формах:
- ногойу, рукойу, землейу, земльойу
- мейі, твейі, свейі, тейу, твейу
- до його йде, у йеї буде
- дасиш, йісиш
- зробляний, біляний, плетяний.